# Дуб-велетень (Голованівський район)
Дуб-ве́летень — ботанічна пам'ятка природи місцевого значення в Україні. Розташований на території Голованівського району Кіровоградської області, неподалік від північної околиці смт Голованівськ. 
Площа — 0,01 га, статус отриманий у 1989 році. Перебуває у віданні ДП «Голованівський лісгосп» (Голованівське л-во, кв. 20). 

## Розташовання
Дуб-велетень розташований в урочищі Воловик, що на околиці Голованівська, є одним з об'єктів району, куди запрошують туристичні путівники. Дерево росте при в'їзді до урочища, праворуч від дороги, де встановлено стенд, який вказує, що поряд є «ботанічна пам'ятка природи». За 100 м. праворуч від в'їзду в урочище височіє дерево-велетень.

## Історія
Дубу понад 400 років. Він пам'ятає часи Речі Посполитої, коли територія сучасного Голованівського району була частиною «Уманської пустоші». Пізніше під ним відпочивали козаки (поруч проходив чумацький шлях). Після Уманської різанини 1768 року в лісі під Голованівськом переховувався загін козаків під керівництвом Голованя. Пам'ятає дуб і засновника дендропарка Софіївка графа Станіслава Потоцького — ці землі належали сім'ї Потоцьких із середини ХІІІ до кінця ХІХ століть. Бачив дуб і буремні роки початку минулого століття, батька Махна, який проходив із боями через Голованівський район, а також бомбардування лісу німецькими військами влітку 1941 року. 

## Дуб у наш час
Висота дерева — 25 метрів, обхват стовбура — майже 5 м, діаметр крони — 25 м. Незважаючи на поважний вік, дуб росте, дає прохолоду та енергію усім, хто приходить до нього.грец. 
19 жовтня 2014 року біля дуба відбулося відкриття меморіального комплексу на місці страти євреїв у роки Другої світової війни. Сюди прийшли представники офіційних, громадських організацій, громадяни  із Житомирщини, Миколаївщини, Київщини, предки яких буди розстріляні, місцеві жителі.
Меморіал відкривав Леонід Шмаєвич, за кошти якого був побудований пам'ятник.

## Галерея

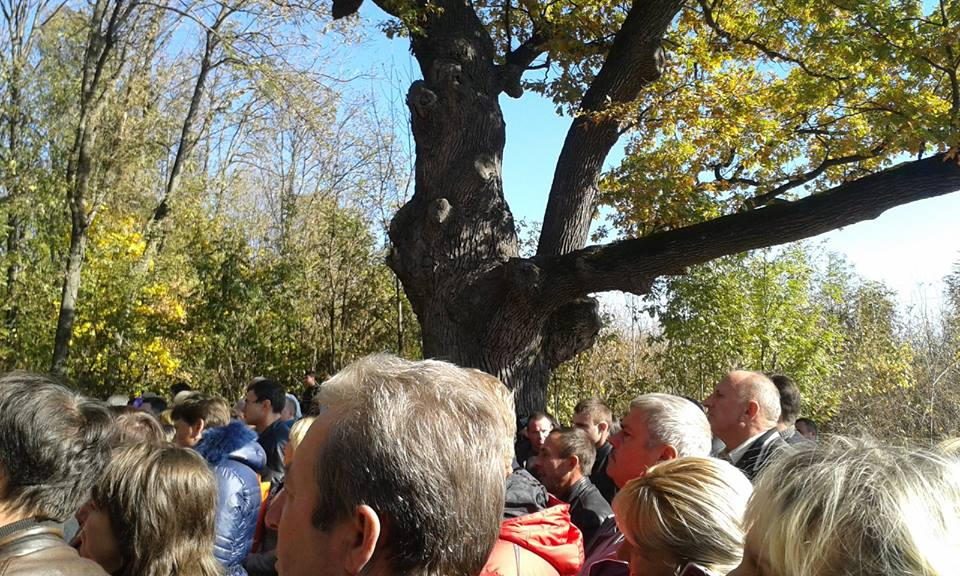
Під час відкриття меморіала біля дуба-велетня
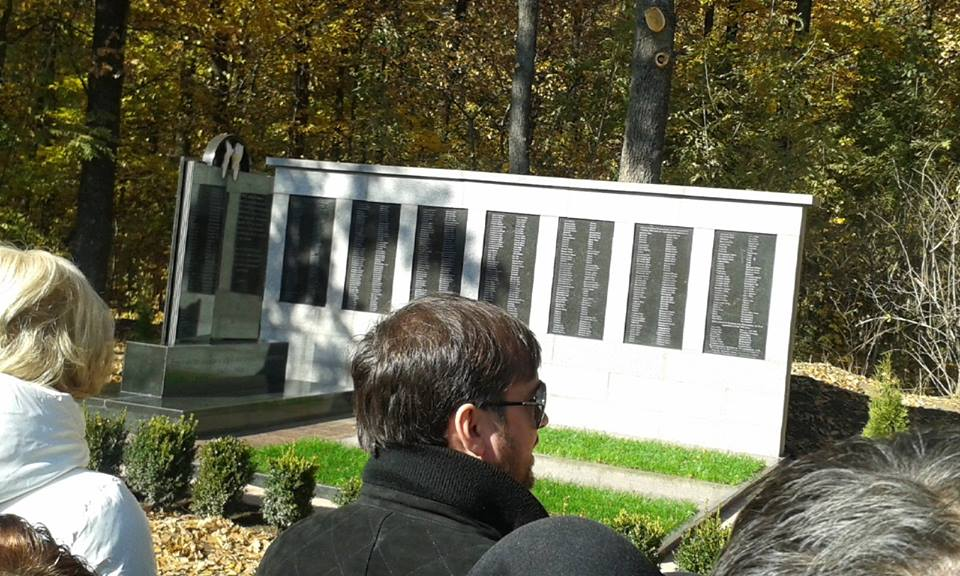
Меморіал розстріляним під час Другої світової війни євреям на території Голованівщини
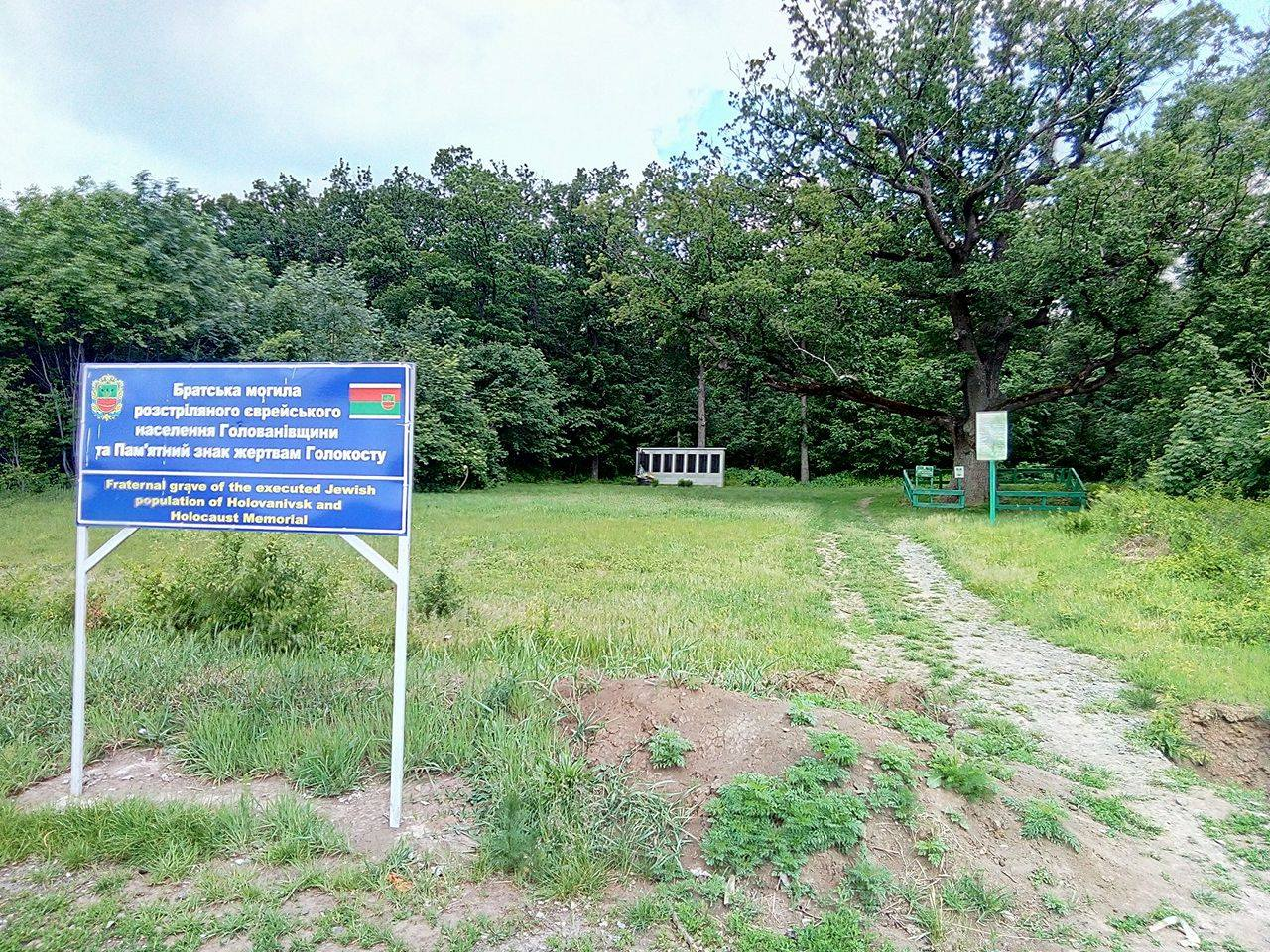
Перед в'їздом до дуба-велетня
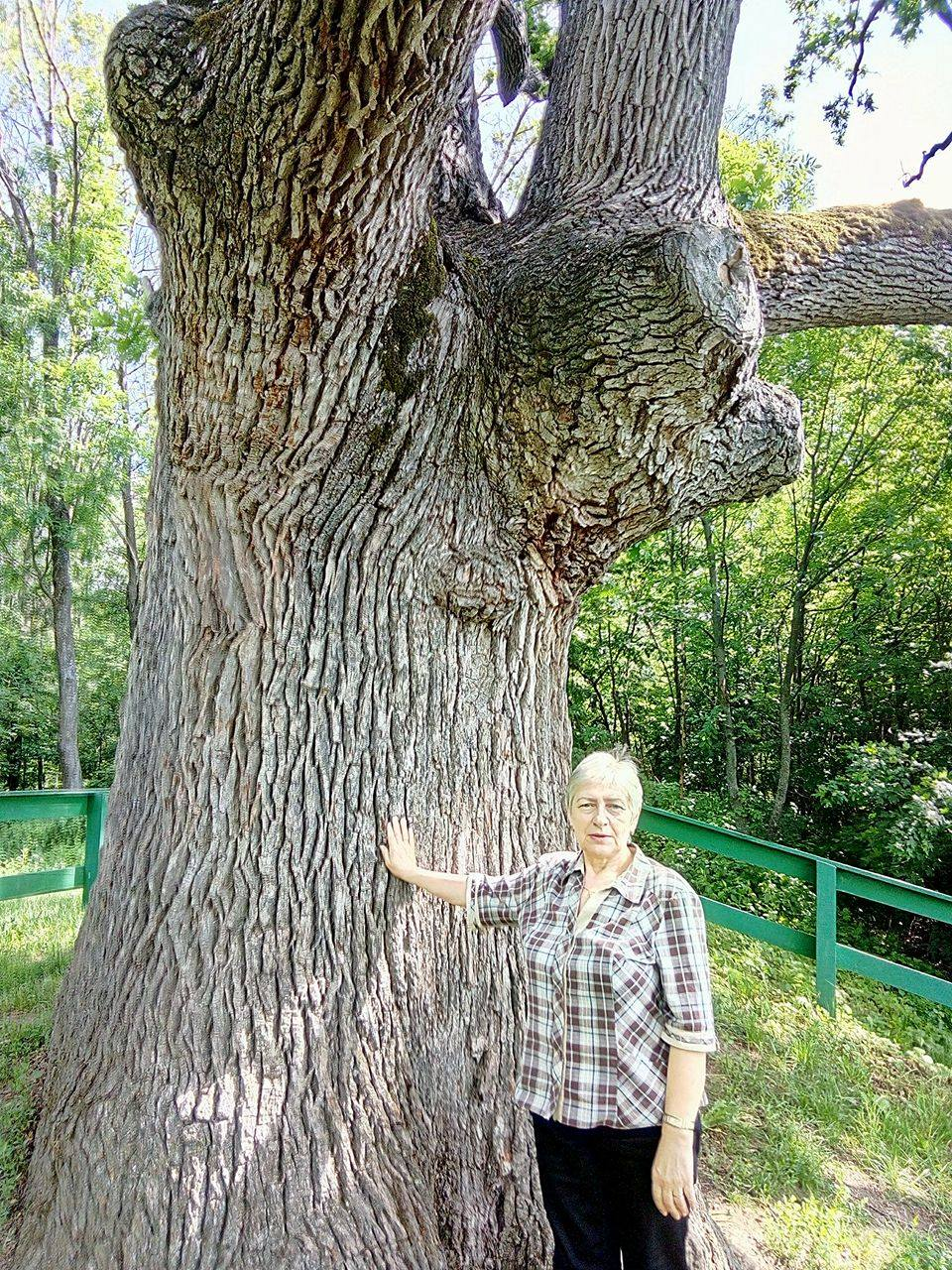
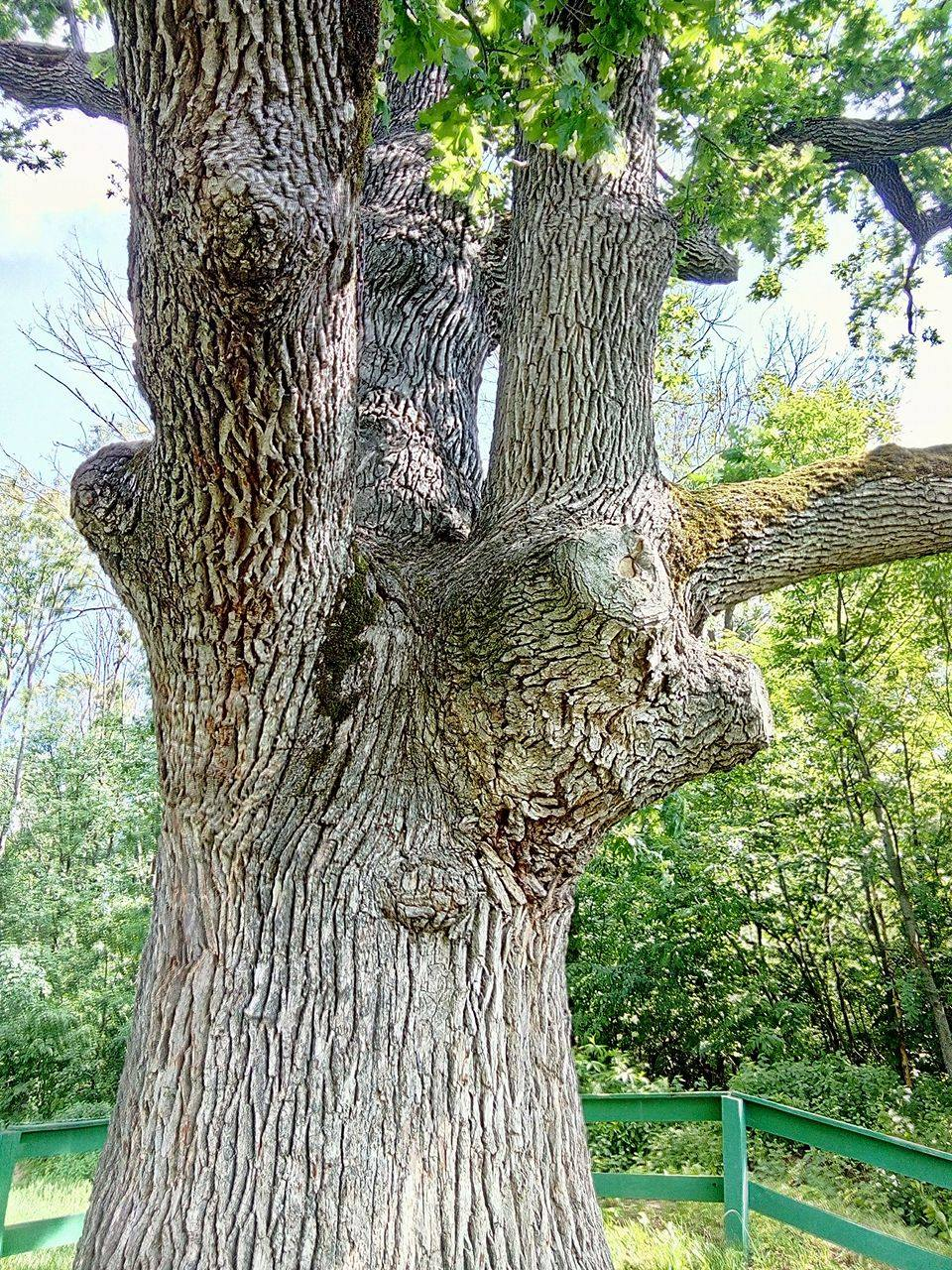
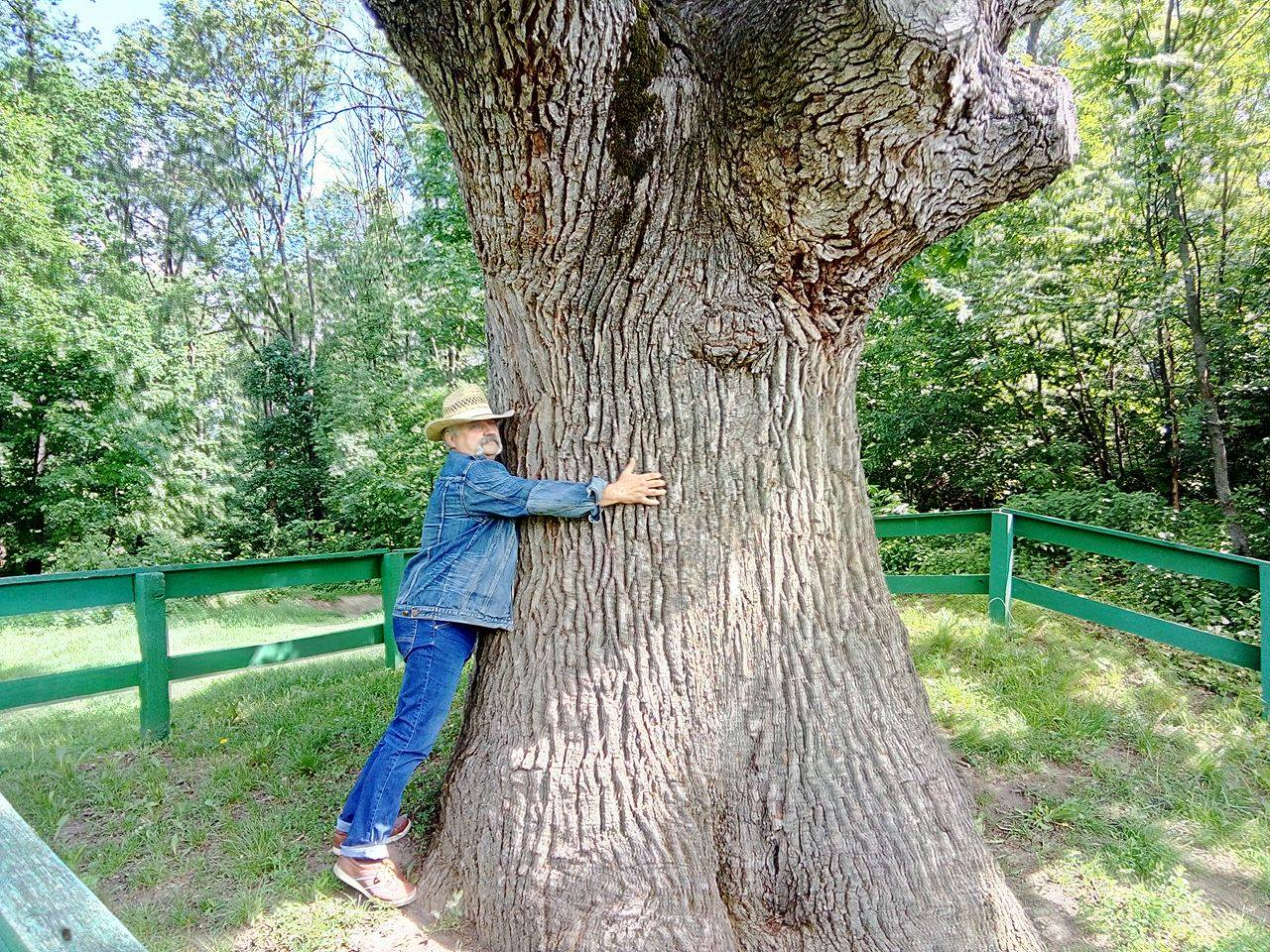